# Senta fusca
Senta fusca là một loài bướm đêm trong họ Noctuidae.